# Copet
Copet（コペット）は、イラストレーターの久保誠二郎による動物のキャラクターシリーズである。

## 概要
広告のイラストレーションなどで活躍する久保誠二郎のCGによる動物キャラクターシリーズ。シンプルかつ動きのあるキャラクターは、コカ・コーラサマーキャンペーンなど多くの広告に起用されている。動物キャラクターは擬人化されることが多いが、Copetの動物はリアルな動きも追求している。第11回文化庁メディア芸術祭アニメーション部門審査委員会推薦作品。プロデュースはクリエイティブ・ディレクターの青木克憲。版権管理はバタフライ・ストローク・株式會社。

## 起用
- ホシザキ電機・カレンダー（2015年）
- コカ・コーラ・パーク・ナビゲーター（2014年）
- 札幌エスタ（2014年）
- カメラのキタムラ（2009年）
- NECソフト（2009年）
- D'24コラボレーションＴシャツ（2009年）
- マツヤハウジング（2007年）
- KDDI デザイニングスタジオ（2006年）
- 台湾セブンイレブンプリペイドカード（2006年）
- NUMO（2005年）
- 技術評論社・JAVA PRESS（2004年〜2006年）
- コカコーラ・クーマクールサマー2005
- アイワ・Enjoy 100%,aiwa（2003年）

## 展覧会
- Copet展 （2014年・@btf）
- コペット展 in アミュプラザ長崎（2009年・アミュプラザ長崎）
- Copet Kubo Seijiro in Polygon Zoo（2007年・原宿LAPNET SHIP）
- Copet展 in 福岡（2006年・天神青山ブックセンター福岡店）

## DVD
- Copet（2007年・谷田一郎監督・AYUSE KOZUE出演）

## アプリ
- Copet Safari（2012年・iPhone、iPod touch、iPad対応）

## グッズ
- ペンギンTシャツ（2006年・バタフライ・ストローク・株式會社）
- パリオノート（2006年・オキナ）
- ビーズクッション（2006年・セガ）
- メールカット（2006年・サカモト）
- iPodシャッフルシール（2006年・サカモト）
- チャーム（2006年）
- マグネット（2006年）
- クリップ（2006年）
- ペーパークラフト（2004年・オムロン）

## テレビ出演
- フジテレビ・ベビスマ（2011年）

## 関連人物
- 青木克憲
- 谷田一郎